# Синекрылый траупис
Синекрылый траупис (лат. Thraupis sayaca) — вид воробьиных птиц из семейства танагровых (Thraupidae). Обитает в Южной Америке.

## Описание

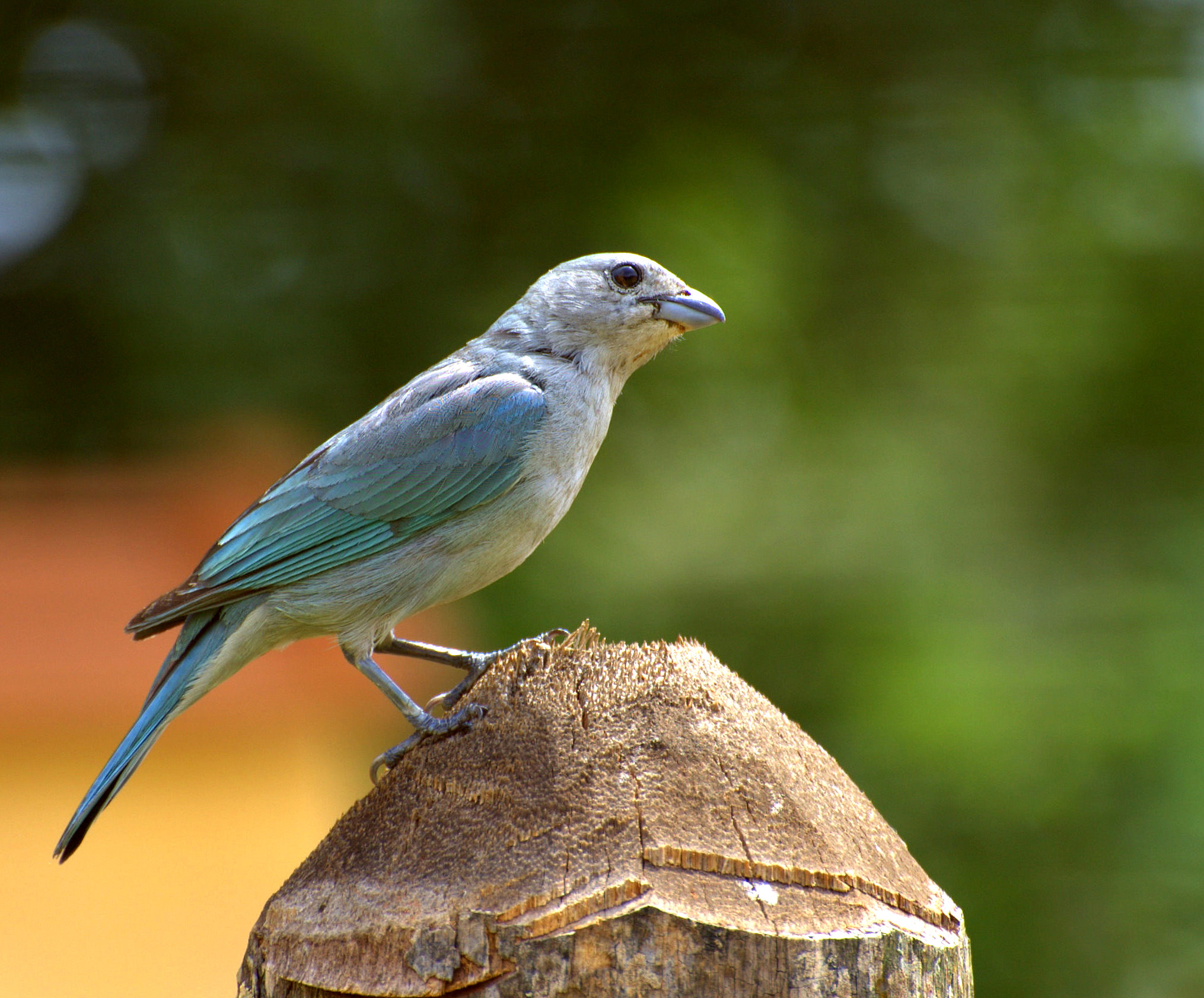
Синекрылый траупис

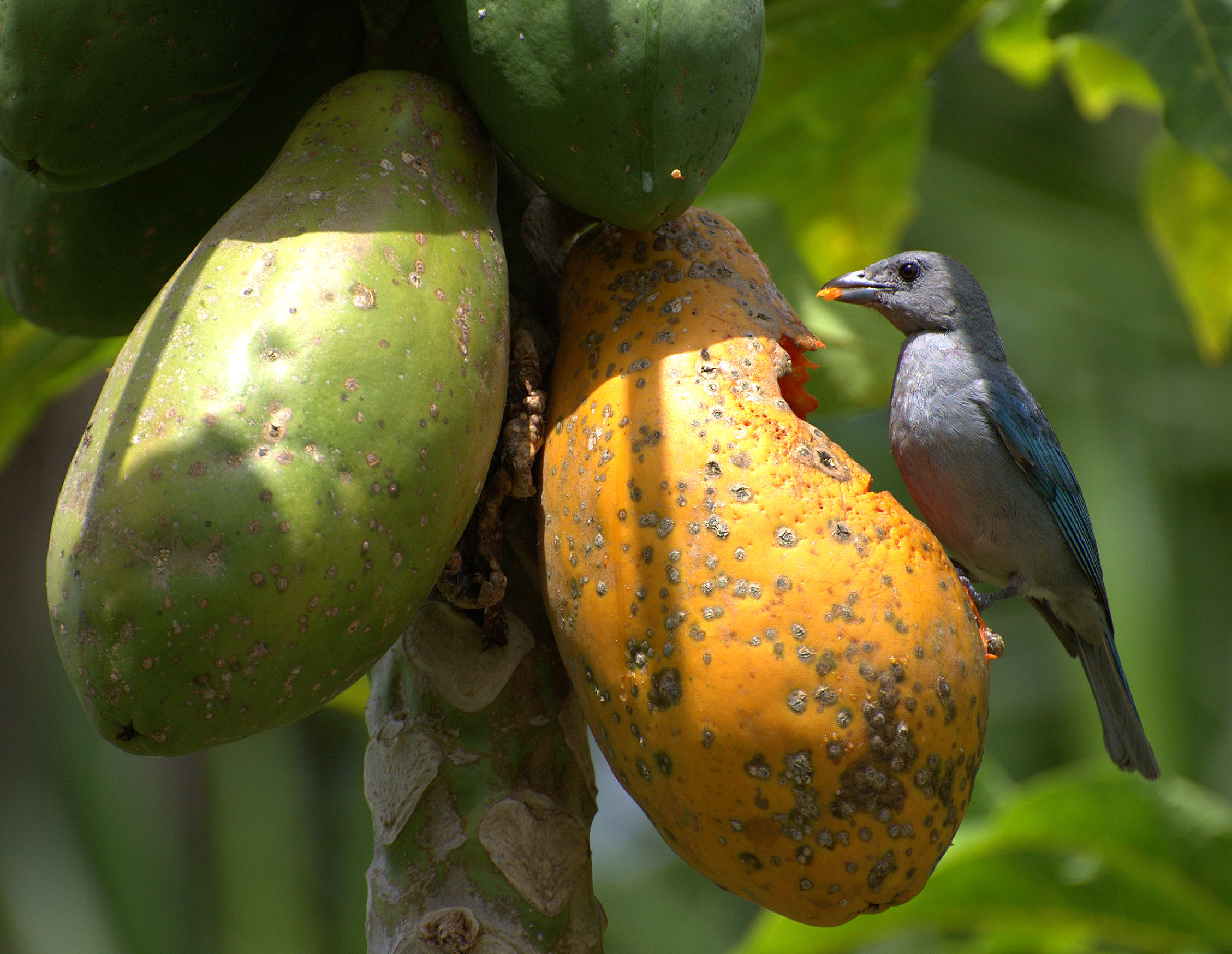
Синекрылый траупис

Длина птицы составляет 16,5 см, масса 33 г. Верхняя часть тела серая с сине-зелёным оттенком, нижняя часть тела светло-серая с голубоватым оттенком, брюхо беловатое. Крылья тёмно-коричневые с сине-зелёными краями, кроющие перья крыльев сине-зелёные. Хвост черноватый с сине-зелёным оттенком. Радужки тёмно-карие, клюв сизый, сверху черный, ноги сизые.

## Подвиды
Выделяют три подвида:
- Thraupis sayaca boliviana Bond & Meyer de Schauensee, 1941 — северо-западная Боливия (между реками Бени и Мапири);
- Thraupis sayaca obscura Naumburg, 1924 — от центральной и южной Боливии до западной Аргентины;
- Thraupis sayaca sayaca (Linnaeus, 1766) — восточная и южная Бразилия, Парагвай, Уругвай, северо-восточная Аргентина.

## Распространение и среда обитания
Синекрылые трауписы обитают в саваннах, редколесьях и кустарниковых зарослях, на опушках тропических лесов, на полях и плантациях, в парках и садах. Встречаются парами, иногда небольшими стайками, на высоте до 1000 м над уровнем моря, в Аргентине иногда на высоте до 3000 м над уровнем моря. Питаются плодами, семенами, цветами, иногда листьями Morrenia odorata и Senna occidentalis.
Сезон размножения в основном приходится на октябрь–декабрь на юге Бразилии (Минас-Жерайс и Мату-Гросу) и Парагвае, в других местах период размножения более продолжительный, например, сентябрь–январь и апрель в Рио-де-Жанейро и сентябрь–февраль в Риу-Гранди-ду-Сул, а также ноябрь в Боливии. Гнездо, сооружённое самкой, представляет собой компактную чашечку, сплетенную из травы, цветочных стеблей, корешков и мха, иногда покрытую лишайниками. Располагается в густой листве на высоте 1,5–9 м от земли в развилке внешней ветви дерева, часто на изолированном дереве вблизи жилья; в Парагвае место гнездования часто используется повторно из года в год. В кладке два яйца, редко три. Яйца от желтовато-белого до серого или зеленоватого цвета, с выраженными или слабыми отметинами коричневого цвета. Насиживает кладку только самка, инкубационный период 12–14 дней. Птенцы, выкармливаемые обеими взрослыми особями, покидают гнездо через 20 дней; молодые особи могут оставаться со взрослыми в течение значительного времени после оперения.